# راينهارد غوبل
راينهارد غوبل (بالألمانية: Reinhard Goebel)‏ هو عالم موسيقى ألماني، ولد في 31 يوليو 1952 في زيغن في ألمانيا.

## وصلات خارجية
- الموقع الرسمي
- راينهارد غوبل على موقع IMDb (الإنجليزية)
- راينهارد غوبل على موقع ميوزك برينز (الإنجليزية)
- راينهارد غوبل على موقع أول ميوزيك (الإنجليزية)
- راينهارد غوبل على موقع ديسكوغز (الإنجليزية)